# Thermalbad

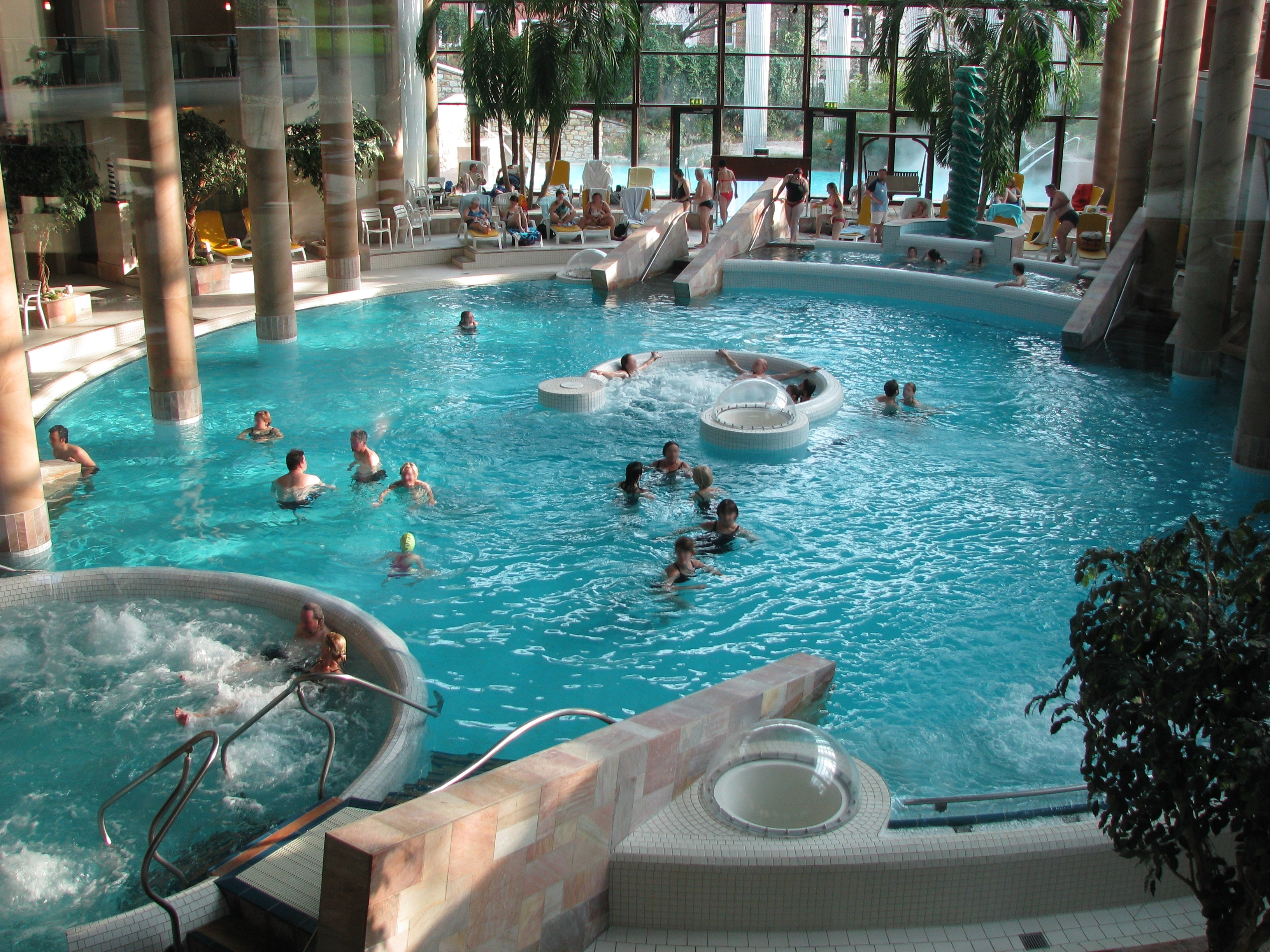
Badende im Aachener Thermalwasser der Carolus Thermen

Ein Thermalbad (auch kurz Therme genannt) ist eine Badeanlage, in der natürliches, meist mineralisiertes Grundwasser mit einer Quellaustrittstemperatur von über 20 °C zum Einsatz kommt. Diese Thermalwässer können aus einer natürlichen Quelle stammen (z. B. Aachen) oder durch eine Tiefbohrung (z. B. Bad Endbach und Erding) erschlossen worden sein.
Das Thermalwasser wirkt entspannend auf die Muskulatur, anregend für den Kreislauf und lindert mit seinen mineralischen Bestandteilen chronische Erkrankungen der Gelenke, aber auch Rheuma oder Allergien.

## Thermalwasser

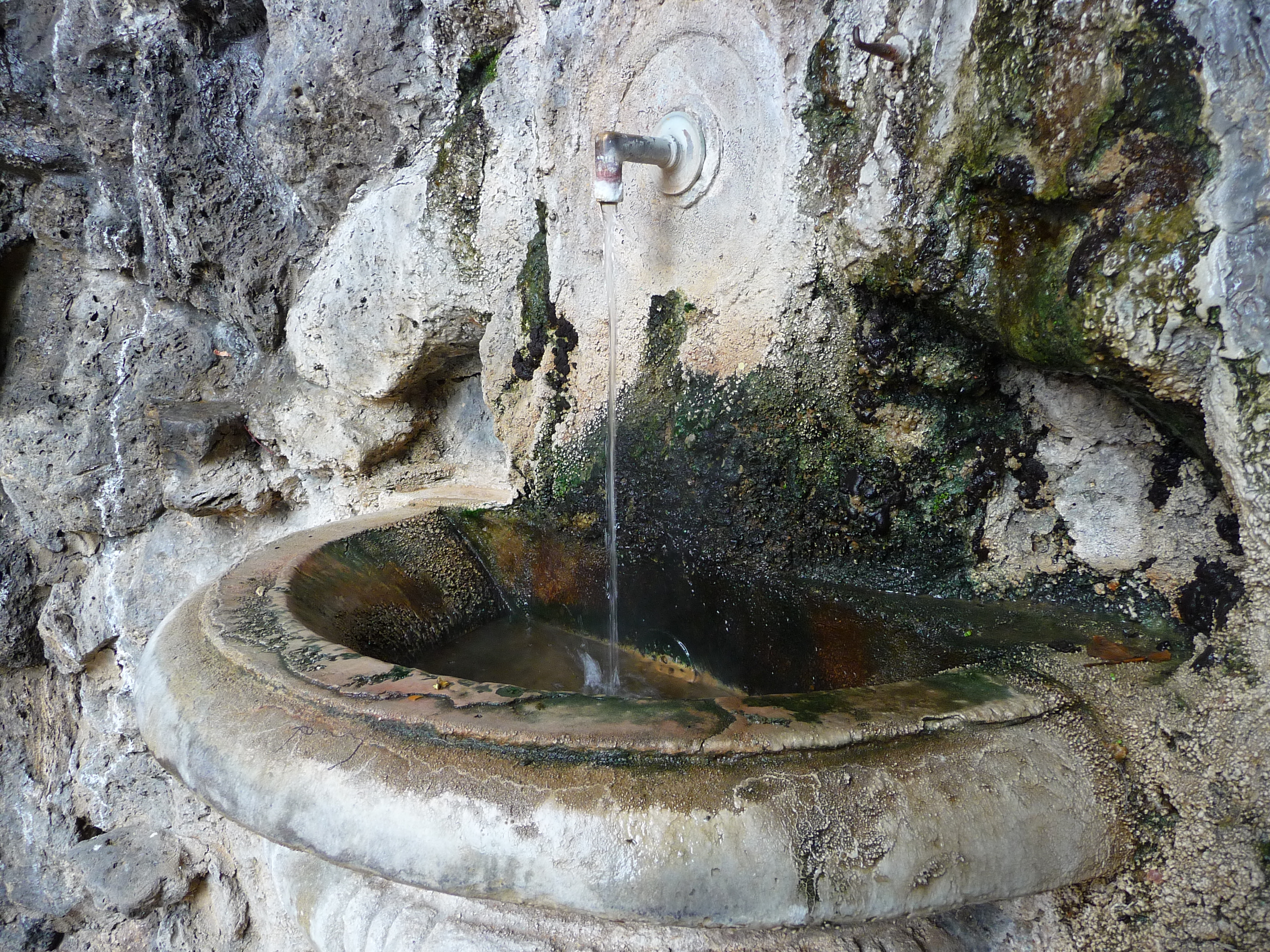
Detailansicht der Fettquelle in Baden-Baden (Natrium-Chlorid-Therme)

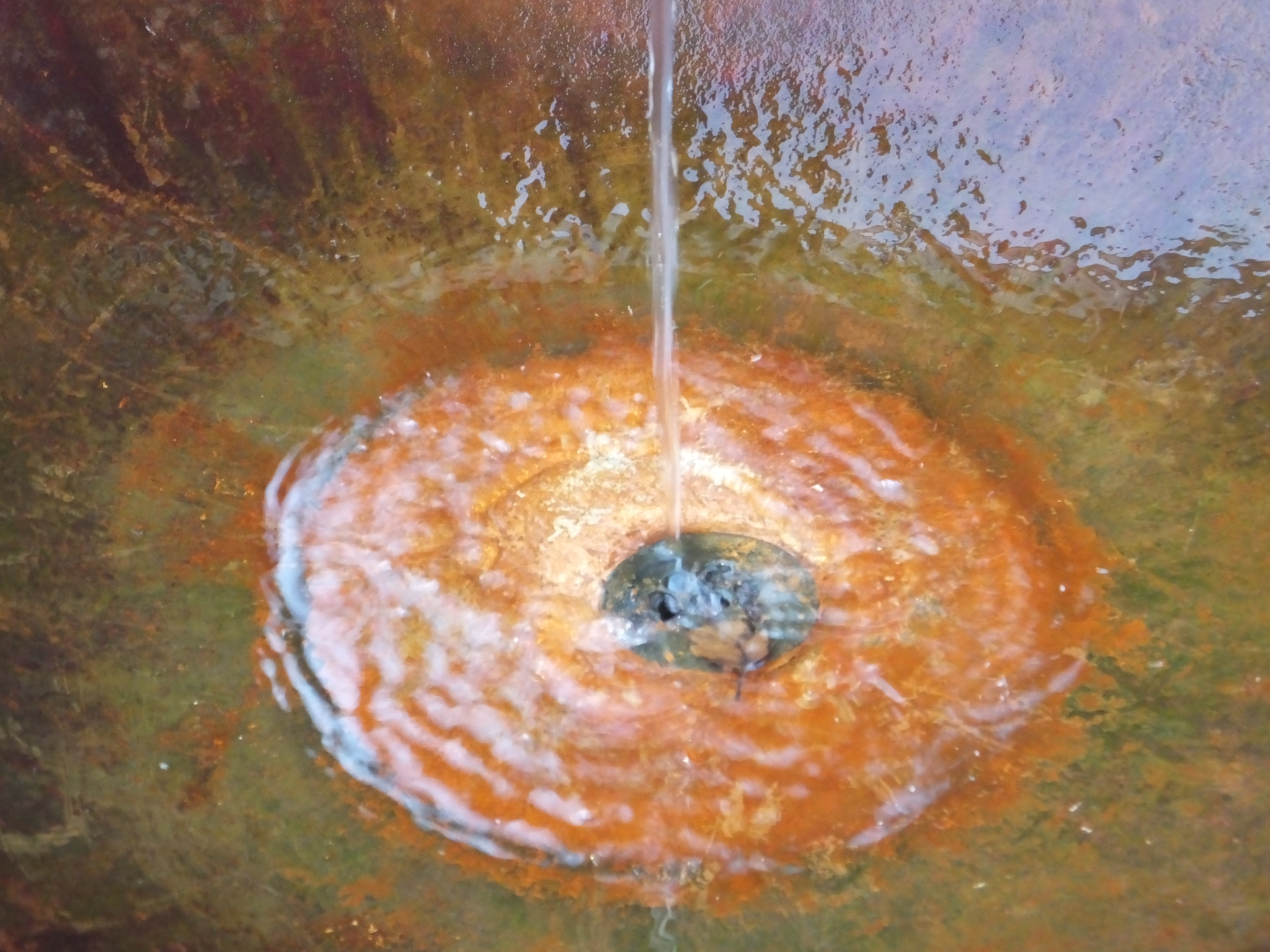
St. Josef Sprudel in Bad Bodendorf, das abgesetzte Eisen ist deutlich zu erkennen.

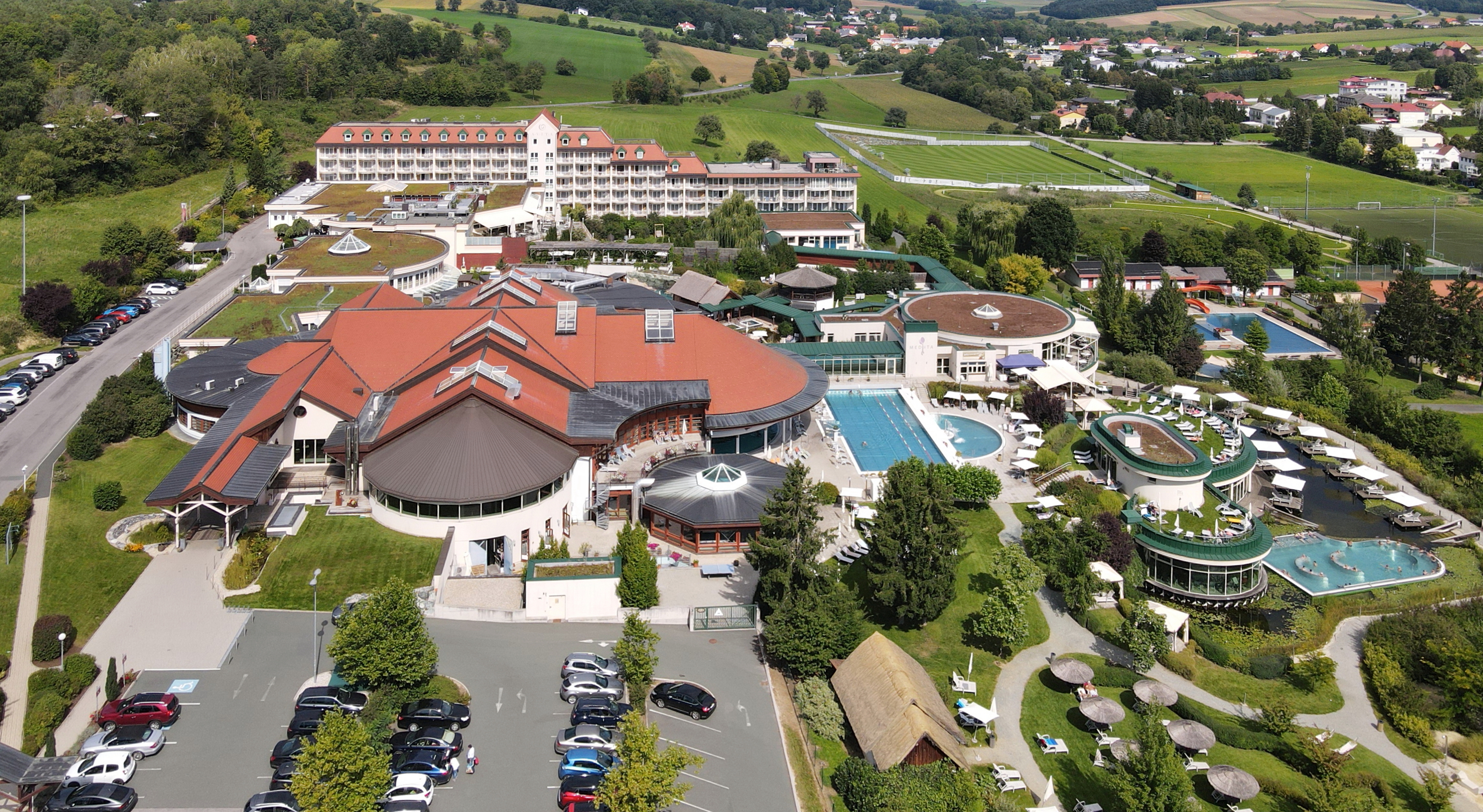
Thermalbad-Anlage in Bad Tatzmannsdorf

Die Grundwässer mit einer Austrittstemperatur von über 20 °C werden nach den Begriffsbestimmungen des Deutschen Heilbäderverbandes als Thermalwasser bezeichnet. Der überwiegende Teil der Thermalwässer enthält zahlreiche, gelöste Salze, oft auch Kohlensäure und in manchen Fällen radioaktive Bestandteile. Kohlensäurehaltige Thermalwässer werden Thermalsäuerlinge genannt, wenn sie mindestens 1000 mg/l freies gelöstes Kohlendioxid enthalten. In Abhängigkeit von der chemischen Zusammensetzung der Thermalwässer werden die mineralisierten Wässer als Mineral-Thermalwässer bezeichnet, wobei bei der Namensgebung eine Differenzierung in Haupt- und Nebenbestandteile erfolgt. So wird beispielsweise das Aachener Thermalwasser als fluorid- und schwefelhaltiges Natriumchlorid-Hydrogenkarbonat-Thermalwasser definiert.
Entsprechend den gesetzlichen Vorschriften für Schwimm- und Badebeckenwasser muss das natürliche Thermalwasser in der Regel aufbereitet werden, bevor es in die öffentlichen Badebereiche eingeleitet werden kann.

## Therapeutische Wirksamkeit
Die therapeutische Wirksamkeit (Head-Out Water Immersion) des Thermalwassers beruht vor allem auf der Hydrostase, das heißt auf dem allseitig wirkenden hydrostatischen Druck im Wasser und der Temperatur des Wassers. Zu den physiologischen Wirkungen des hydrostatischen Drucks zählen u. a. Verbesserung der Venenfunktion, Gewebeentwässerung, Aktivierung des Stoffwechsels und der Niere. Die positive Wirkung des warmen Wassers bewirkt beispielsweise eine Muskelentspannung, die Gelenkentlastung, eine Ödemreduktion, Suppression von Stresshormonen und Durchblutungszunahme. Damit können eine Reihe von Indikationen, wie Arthrosen, Ödeme, Erkrankungen des rheumatischen Formenkreises, Hypertonie und psychosomatische Störungen positiv beeinflusst werden.

## Badeanwendung
Offen zutage tretende, natürliche Thermalquellen werden schon seit Jahrtausenden für Bade- und Heilzwecke genutzt (Balneotherapie). Seit dem 5. Jahrhundert v. Chr. sind antike Badeeinrichtungen zur Nutzung von Thermalquellen nachweisbar. Im Altertum entwickelte sich unter den Römern eine regelrechte Badekultur in den großen Badeanlagen, den Thermen (lat.: thermae).
Thermalbäder dienen therapeutischen Zwecken und sind oft Kureinrichtungen angegliedert. Zu einem Thermalbad können Schwimmbecken mit verschiedenen Temperaturstufen, Solebäder, Saunalandschaften mit mehreren Saunen und Dampfbädern und Massageangeboten gehören.
Der größte Thermalkurort der Welt ist die ungarische Hauptstadt Budapest mit über 120 verschiedenen Quellen und mehr als 21 öffentlichen, teils bis zu 450 Jahre alten Bädern (siehe auch: Budapester Thermalbäder). Die mit mehr als 500 l/s zweitgrößte Mineralwasserausschüttung in Europa liefern die Quellen im Stuttgarter Stadtbezirk Bad Cannstatt, die ebenfalls seit der Römerzeit genutzt werden. Deutschlandweit stellt das Rottaler Bäderdreieck mit den drei Kurorten Bad Füssing, Bad Griesbach und Bad Birnbach den größten Anbieter an Kuren und Übernachtungen dar. Auch in Südbayern sind in den letzten Jahrzehnten zahlreiche neue Thermen entstanden. Die bekanntesten sind in Berchtesgaden, Bad Reichenhall, Bad Endorf, Bad Aibling und in Erding. Die größten Thermenbäder in Österreich sind Therme Loipersdorf (1975), Rogner Bad Blumau (1997) und Aqua Dome (2010). In Europa finden sich die bekanntesten Thermalbäder in Italien, im Pannonischen Becken, im Bereich des Egergrabens und des Rheingrabens. Auch in Japan und Taiwan haben Thermalbäder eine lange Tradition (Onsen).
In den letzten Jahrzehnten entstanden besonders viele neue Thermen in der sogenannten Thermenregion Oststeiermark, Burgenland und Westungarn sowie in der Region Podhale am Fuße der Hohen Tatra. Bei diesen neuen Thermen liegt der Schwerpunkt eher auf Wellness und Unterhaltung als auf Heilbaden.